# Santa Marta de Penaguião
Santa Marta de Penaguião ('sɐ̃tɐ 'maɾtɐ dɨ pɨnɐgi'ɐ̃ũ) è un comune portoghese di 8 569 abitanti situato nel distretto di Vila Real.

## Società

### Evoluzione demografica
| Popolazione di Santa Marta de Penaguião (1801 – 2004) | Popolazione di Santa Marta de Penaguião (1801 – 2004) | Popolazione di Santa Marta de Penaguião (1801 – 2004) | Popolazione di Santa Marta de Penaguião (1801 – 2004) | Popolazione di Santa Marta de Penaguião (1801 – 2004) | Popolazione di Santa Marta de Penaguião (1801 – 2004) | Popolazione di Santa Marta de Penaguião (1801 – 2004) | Popolazione di Santa Marta de Penaguião (1801 – 2004) | Popolazione di Santa Marta de Penaguião (1801 – 2004) |
| ----------------------------------------------------- | ----------------------------------------------------- | ----------------------------------------------------- | ----------------------------------------------------- | ----------------------------------------------------- | ----------------------------------------------------- | ----------------------------------------------------- | ----------------------------------------------------- | ----------------------------------------------------- |
| 1801                                                  | 1849                                                  | 1900                                                  | 1930                                                  | 1960                                                  | 1981                                                  | 1991                                                  | 2001                                                  | 2004                                                  |
| 10731                                                 | 8535                                                  | 11422                                                 | 12532                                                 | 13282                                                 | 11194                                                 | 9703                                                  | 8569                                                  | 8400                                                  |

## Freguesias
- Alvações do Corgo
- Cumieira
- Fontes
- Fornelos
- Louredo
- Medrões
- Sanhoane
- São João Baptista de Lobrigos
- São Miguel de Lobrigos
- Sever